# Felsőlajos
Felsőlajos là một thị trấn thuộc hạt Bács-Kiskun, Hungary. Thị trấn này có diện tích 11,41 km², dân số năm 2010 là 1016 người, mật độ 89 người/km².